# Las Cuerlas
Las Cuerlas egy község Spanyolországban,  Zaragoza tartományban. Las Cuerlas La Yunta, Used, Gallocanta, Bello és Odón községekkel határos. Lakosainak száma 41 fő (2024).

## Nevezetességek
Las Cuerlas egyike annak a hat községnek, amelyek területén osztozik Nyugat-Európa egyik legjelentősebb sóstava, a Gallocantai-tó.

## Népesség
A település népessége az utóbbi években az alábbiak szerint változott:
| Lakosok száma | 94   | 95   | 75   | 68   | 55   | 51   | 44   | 41   | 39   | 41   |
|               | 2001 | 2004 | 2007 | 2009 | 2012 | 2014 | 2017 | 2019 | 2022 | 2024 |